# Эйвазов, Махмуд Багир оглы
Махму́д Баги́р оглы́ Эйва́зов (азерб. Mahmud Bağır oğlu Eyvazov, тал. Mahmud Bagyri zoa Ejvazov; официально — 7 февраля 1808, Пирасора, Талышское ханство — 3 декабря 1960, Пирасора, Лерикский район, АзССР, СССР) — советский азербайджанский неверифицированный долгожитель, колхозник из горной талышской деревни. По официальной советской версии прожил более 150 лет.

## Биография
Официально считалось, что Майхмуд Эйвазов родился 7 февраля 1808 года в селе Пирасора Талышского ханства.
Данные о возрасте Эйвазова, жителя высокогорного (2200 м над уровнем моря) села Пирасора Лерикского района Азербайджанской ССР были официально зафиксированы до 1956 года. По официальным данным — в год всесоюзной переписи населения СССР в 1959 году — Махмуду Эйвазову было 150 лет. Трудовой стаж Эйвазова также является рекордом — 135 лет.
Со слов учителя местной средней школы в селе Пирасора Энвера Агаева, Махмуд Эйвазов был невысокого роста, но хорошего телосложения, средней полноты, седобородый, с умными глазами и подвижным лицом; был он весьма словоохотливым и ласковым, никогда не пользовался очками и не жаловался на зрение. У Эйвазова существовали проблемы со слухом. Он не признавал протезов, хотя во рту не осталось зубов; затвердевшие десны отлично справлялись даже с шашлыками из баранины.
В жизни не употреблял спиртного, не курил магазинные папиросы, а тщательно мял в пальцах махорку и засыпал её в длинную курительную трубку. Она нещадно дымила, что вызывало у организаторов официальных церемоний тошноту и слёзы. Потому Махмуда все долго уговаривали перейти на «Казбек». По словам долгожителя, он «никогда не пил, не курил и не врал».
Указ Президиума Верховного Совета СССР № 234/88 от 27 марта 1956 года «Отмечая большую трудовую деятельность в колхозном производстве и в связи со 148-летием со дня рождения, наградить члена сельскохозяйственной артели „Комсомол“ Лерикского района Азербайджанской ССР тов. Эйвазова Махмуда Багир оглы орденом Трудового Красного Знамени» опубликован 28 марта 1956 года в центральных газетах.
В 1957 году Эйвазов ещё работал в высокогорье в колхозе «Комсомол».
В 1958 году Энвер Агаев в качестве переводчика сопровождал Махмуда Эйвазова во время его полуторамесячного пребывания в Москве. Здесь Махмуд встречался с представителями 11 иностранных делегаций, которых интересовал феномен долгожительства. Зарубежные гости с любопытством разглядывали его, задавали ему бессчётное количество вопросов.
В том же году в доме Махмуда Эйвазова установили радиоприемник. По его инициативе в селе Пирсора построили школу. Он был награждён Золотой медалью ВДНХ СССР. Все награды вместе с каракулевой папахой, подаренной ему маршалом К. Ворошиловым, и ковром — приданым его матери, хранятся как бесценные экспонаты в Лерикском историко-краеведческом музее.

## Махмуд Эйвазов в культуре

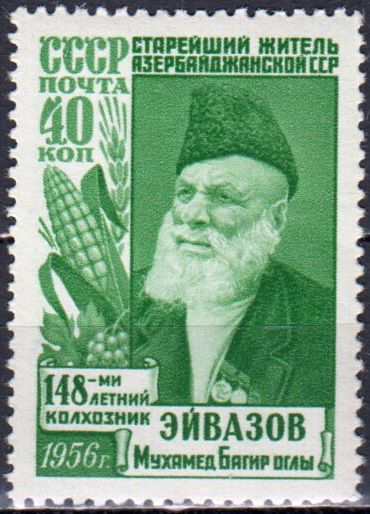
Марка СССР 1956 года с ошибкой: Мухамед вместо Махмуд

В 1959 году в издательстве «Молодая гвардия» вышла книга Николая Паниева «Человеку 150 лет. Повесть о Махмуде Эйвазове». Биография Махмуда Эйвазова была положена в основу романа азербайджанского писателя Мамедгусейна Алиева  «Сын гор», впервые изданной в 1977 году. 
Дом Махмуда Эйвазова входит в число четырнадцати туристических достопримечательностей в Лерикском районе Азербайджана.
В честь долгожителя в 1956 году была выпущена почтовая марка. Марка оказалась с ошибками — было указано «148-ми летний колхозник» и имя «Мухамед» вместо «Махмуд». Прежде чем ошибки заметили и напечатали исправленный тираж, несколько тысяч марок попало в почтовые отделения.